# Papilio delalandei
Espèce
Papilio delalandei est une espèce de lépidoptères (papillons) de la famille des Papilionidae. Cette espèce est endémique de Madagascar.

## Description
Papilio delalandei fait entre 8 et 9 cm d'envergure. Le dimorphisme sexuel est faible. À l'avers les ailes sont marron foncé ou noir. Les ailes antérieures portent une bande blanche qui suit le contour de la cellule et une série de petites macules submarginales de même couleur. La cellule est traversée par une macule vert pâle, plus ou moins large selon les spécimens. Les ailes postérieures portent une bande blanche incurvée à l'extrémité inférieure et des macules blanches marginales, ainsi qu'une lunule orangée surmontée d'une lunule bleue dans l'angle anal. Les ailes postérieures sont prolongées de queues blanches à l'extrémité.
Le revers est similaire mais les ailes sont un peu plus claires. Les macules submarginales des ailes antérieures sont plus larges tandis que la macule verte de la cellule est plus mince. La lunule bleue des ailes postérieures est prolongée par une deuxième lunule bleue.

Le corps est crème avec des macules noires en dessous et marron foncé ou noir au-dessus.

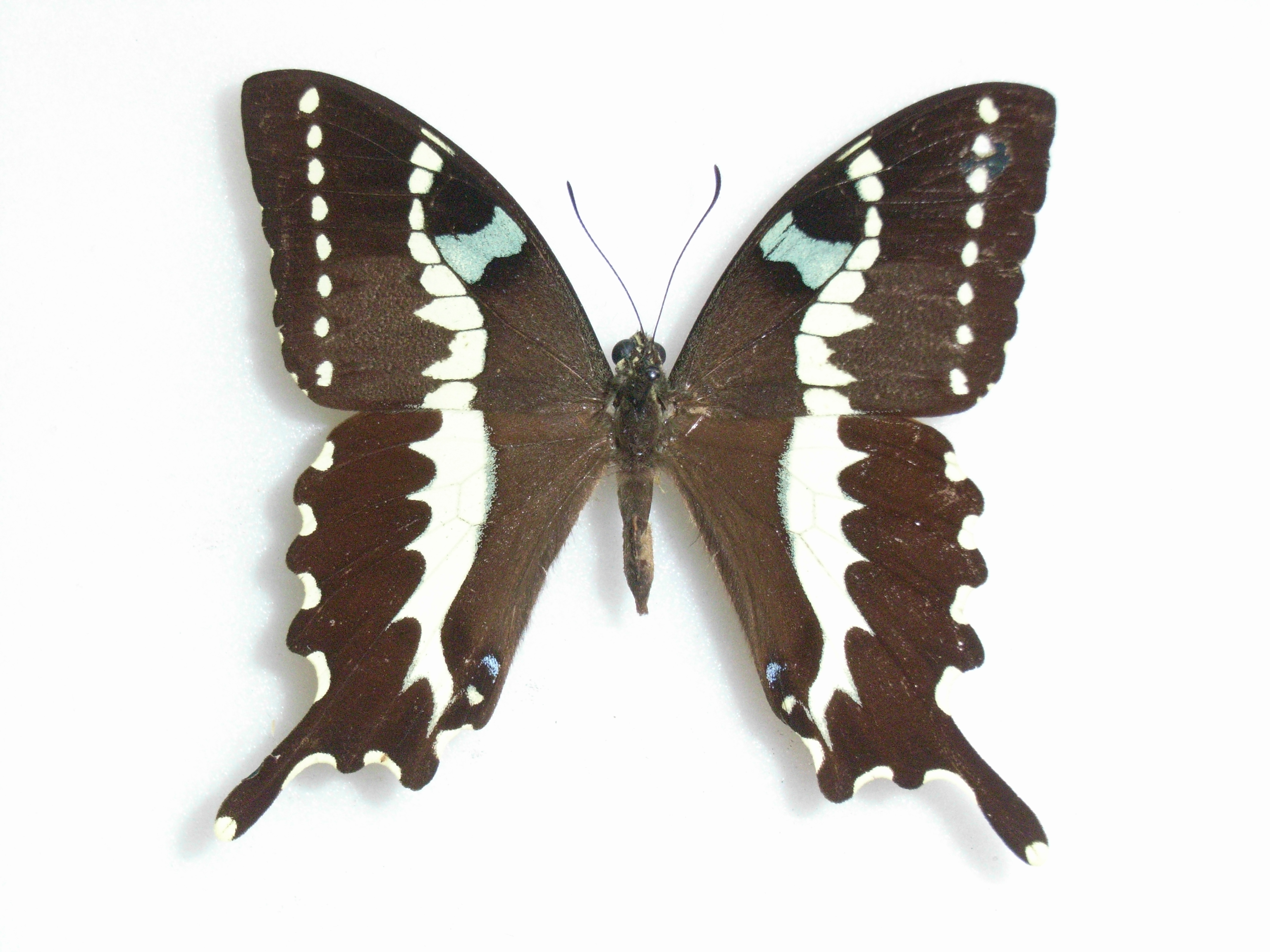
Papilio delalandei mâle
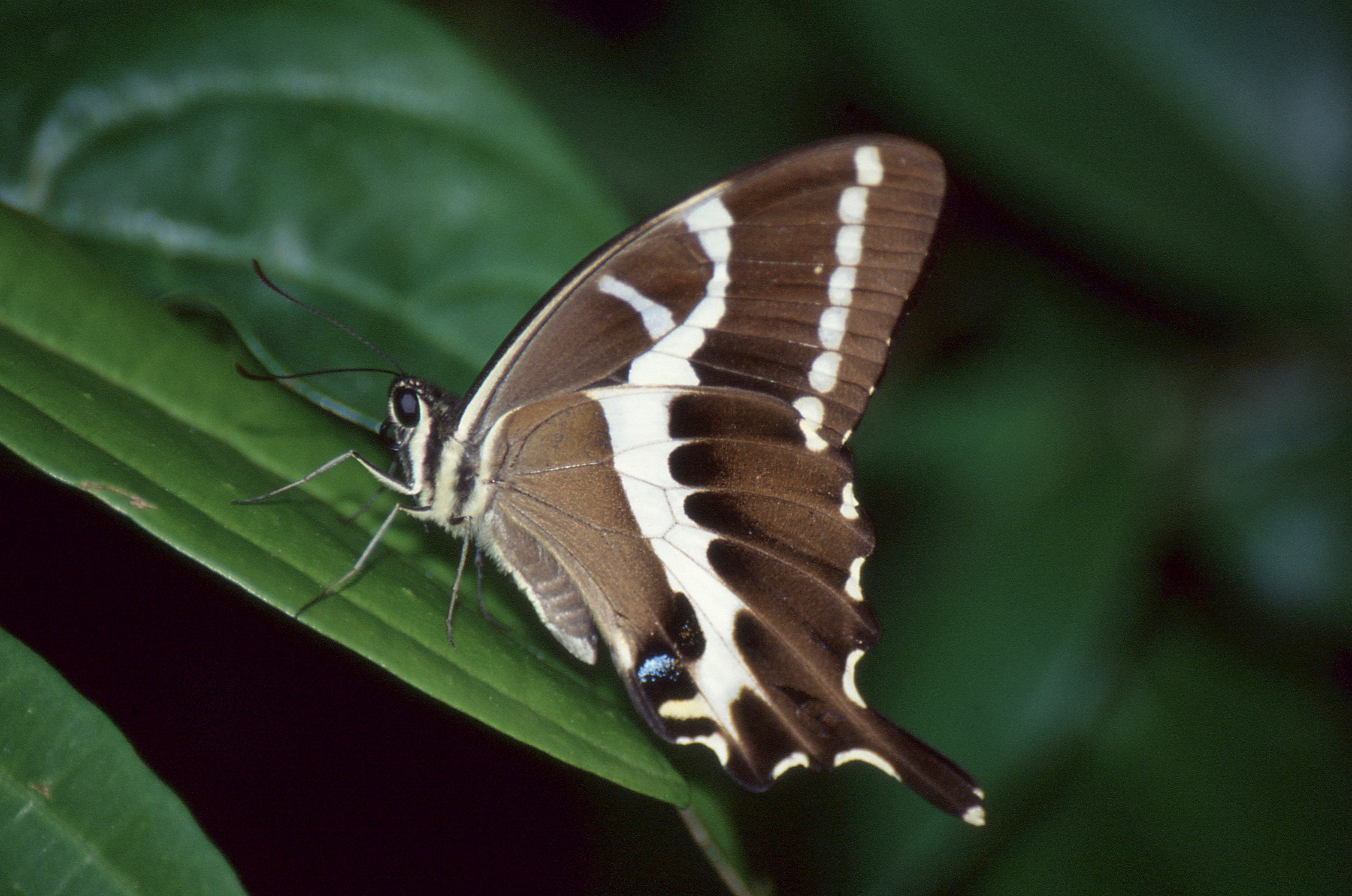
Papilio delalandei, ailes repliées

## Écologie
L'écologie de cette espèce est mal connue. La plante-hôte n'a pas été identifiée et les juvéniles n'ont pas été observés. Comme chez les espèces proches les chenilles passent probablement par cinq stades avant de se changer en chrysalide. La chrysalide est attachée à son support par son crémaster et maintenue tête en haut par une ceinture de soie.
Les adultes se nourrissent du nectar des fleurs. Ils volent rapidement et de manière erratique dans la canopée et dans les clairières, même quand la pluie tombe. Néanmoins ils se posent sitôt que le soleil disparaît derrière un nuage.

## Habitat et répartition
Papilio delalandei est endémique de Madagascar, situé dans l'écozone afrotropicale. L'espèce vit dans les forêts tropicales humides de l'est de l'île.

écorégions de Madagascar
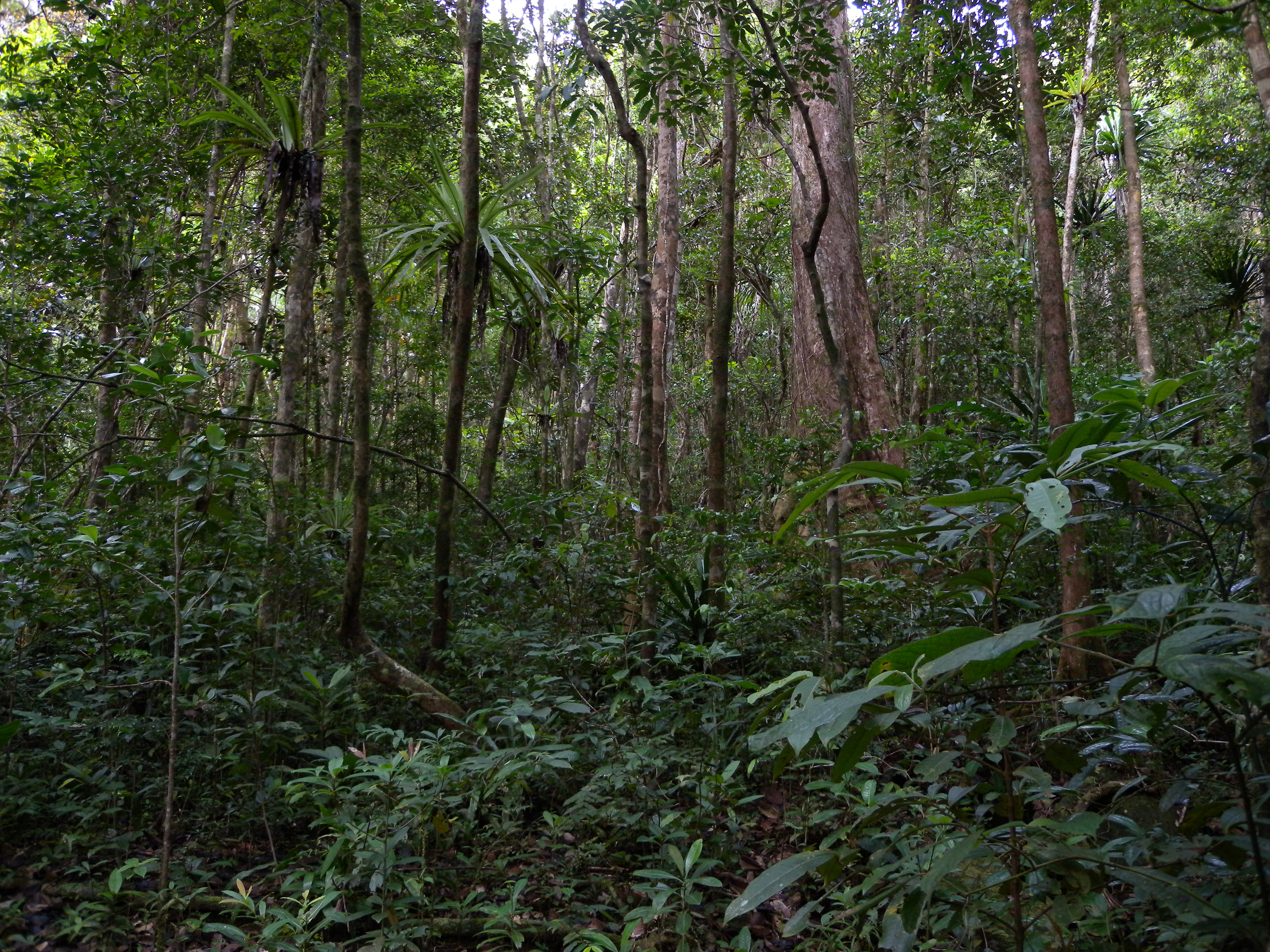
Forêt tropicale humide de Madagascar (Masaola National park)

## Systématique
L'espèce Papilio delalandei a été décrite pour la première fois en 1824 par l'entomologiste Jean-Baptiste Godart dans Mémoire de la société linnéenne de Paris, et situé par erreur en "Cafrerie". Papilio delalandei appartient au groupe de Papilio nireus, composé d'une vingtaine de Papilio africains.

## Papilio delalandeiet l'Homme

### Nom vernaculaire
Cette espèce est appelée "Banded Handkerchief" en anglais.

### Menaces et conservation
Papilio delalandei n'est pas évalué par l'UICN. En 1985 cette espèce n'était pas considérée comme menacée.